# 柳芳 (1962年)
柳芳（1962年2月—），国际民用航空组织的第十二届秘书长，是該組織首位女性秘書長，亦是首位中華人民共和國籍秘書長。在被任命为秘书长之前，柳芳有八年时间担任国际民航组织行政和服务局（ADB）局长一职。

## 生平
柳芳在加入国际民航组织之前，曾任中国民用航空总局总干事。在过去的二十年中，她负责中国的国际航空运输政策和法规，组织国际和地区的双边及多边关系。这些组织包括国际民用航空组织、世界贸易组织、亚太经济合作组织、欧盟以及东南亚国家联盟。
在担任民航总局职务期间，柳芳当选亚太经济合作组织航空集团主席，由中華人民共和国提名在国际民航组织航空运输管理委员会任职。她还担任调解和解决纠纷方面的专家，亦是中華人民共和国政府与对外双边和多边航空运输协定的首席谈判代表。
2015年8月1日，柳芳正式就职，成为该组织首位女性秘书长。2018年3月16日，国际民用航空组织第213届理事会一致通过柳芳连任秘书长。
2021年2月25日，国际民航组织理事会任命來自哥伦比亚的胡安·卡洛斯·萨拉萨尔·戈梅兹接替柳芳擔任秘书长。

### 争议
2020年1月國際民航組織於2019新型冠狀病毒流行時，拒絕與台灣共享關鍵的飛航資訊與疫情情報；隨後國際民航組織在其官方的社群軟體Twitter上封鎖或刪除了所有討論台灣是否應被包括在與疫情爆發有關的航空旅行後勤計劃的討論串，包括美國國會議員助理與研究員的提問。ICAO的社群帳號負責人關綺寧（Qining Guan）為中華人民共和國公民，曾擔任中國民航局網站國際編輯和首席特派員，柳芳當選秘書長後，關綺寧遂被起用。對此美國國務院發言人摩根·奧塔格斯聲明譴責ICAO。
另外，巴拉圭駐加拿大大使拉米拉茲（Julio Cesar Arriola Ramirez）指出，各國在大會中被告知不得提及「台灣」，否則麥克風將被消音。薩爾瓦多民航局長莫拉茲（René Roberto López Morales）也證實確有此事，諷刺柳芳還活在冷戰時期的思想當中。